# Sinar Mas Center 1
Le Sinar Mas Plaza est un gratte-ciel de 320 mètres construit en 2017 à Shanghai en Chine.